# 北美黑腹菌
北美黑腹菌（学名：Melanogaster natsii）是属于牛肝菌目黑腹菌科黑腹菌属的一种担子菌。该种分布于中国、美国等地。